# Geschichte der Städte und Dörfer der Ukrainischen SSR
Die Geschichte der Städte und Dörfer der Ukrainischen SSR (ukrainisch Історія міст і сіл Української РСР, Istorija mist i sil Ukrajinskoji RSR) ist eine 26-bändige Enzyklopädie in ukrainischer und teilweise in russischer Sprache, welche die Geschichte aller besiedelten Orte in der Ukraine beschreibt.
Mit einem Erlass der Kommunistischen Partei der Ukraine vom 29. Mai 1962 wurde eine Veröffentlichung der Geschichte der Städte und Dörfer der Ukrainischen SSR beschlossen und zwischen 1967 und 1973 publiziert.
Die 26-bändige Enzyklopädie mit insgesamt mehr als 10.160 Artikeln und Referenzen sowie 9.000 Abbildungen behandelt die Geschichte der zum damaligen Zeitpunkt nahezu 40.000 ukrainischen Städte, Dörfer, Regionen und Bezirke.
Die spätere russische Version unterscheidet sich textlich mitunter von der vorangehenden ukrainischen und hatte auch den Nebenzweck, das ukrainische Narrativ zu überschreiben.
Verantwortlicher Chefredakteur der annähernd 100.000 Personen starken Autorengruppe war der sowjetisch-ukrainische Historiker und Politiker Petro Tronko. 1976 wurde dem Autorenkollektiv der Staatspreis der UdSSR verliehen. Die Enzyklopädie wurde von der Staatlichen Historischen Bibliothek der Ukraine gemeinsam mit dem Institut für Geschichte der Ukraine der Akademie der Wissenschaften der Ukrainischen SSR zusammengestellt.